# İlkan Sever
İlkan Sever (* 17. Oktober 2004 in Enschede) ist ein niederländisch-türkischer Fußballspieler, der bei Erzurumspor FK unter Vertrag steht und für die türkische U20-Nationalmannschaft nominiert wurde.

## Karriere

### Verein
Sever begann seine fußballerische Laufbahn beim niederländischen Amateurverein Victoria '28 in seiner Heimatstadt Enschede. 2023 wechselte er in die U19 des türkischen Drittligisten Altınordu Izmir. Dort spielte er sich rasch in die erste Mannschaft und absolvierte in der Saison 2023/24 insgesamt 32 Spiele in der TFF 2. Lig, in denen er fünf Tore erzielte. In der Hinrunde der folgenden Saison kam er auf acht Einsätze und zwei Treffer.
Im Februar 2025 wechselte er für eine Ablösesumme von 6 Millionen Türkische Lira zu Erzurumspor FK in die TFF 1. Lig. Altınordu sicherte sich zudem eine Weiterverkaufsbeteiligung in Höhe von 30 Prozent.

### Nationalmannschaft
Zuletzt im März 2025 wurde Sever erstmals in die türkische U20-Nationalmannschaft berufen und nahm an Spielen der U20 Elite League gegen Italien und Rumänien teil.